# Aymon de Bourbon
Aymon de Bourbon, mort le 30 mai ou 5 juin 1071, est un prélat français du XIe siècle, archevêque de Bourges.

## Biographie
Aymon est le fils d'Archambaud II de Bourbon, seigneur de Bourbon, et d'Ermengarde. D'autres sources disent qu'il est fils d'Archambaud Ier de Bourbon et de Rothilde/Rotgardis[réf. nécessaire].
Il est élu archevêque de Bourges en 1030 et convoque en 1031 un synode provincial en sa ville métropolitaine et un second à Limoges (18-19 novembre 1031), où la question de l'apostolat de saint Martial, fondateur de l'église de Limoges, est réaffirmée.
Au début de son épiscopat, il s'investit fortement dans la promotion des institutions de la paix de Dieu, n'hésitant pas à les imposer par la force. Mais cette politique se heurte à la résistance du puissant seigneur de Déols, Eudes Ier de Déols ; le 18 janvier 1038, les troupes du vicomte de Bourges et de l'archevêque sont défaites à Châteauneuf-sur-Cher, au bord du Cher.
Il confirme en 1034 la restauration et la dotation de l'abbaye Saint-Satur dans son diocèse. Aymon de Bourbon visite comme primat des Aquitaines la province de Bordeaux. Au cours de cette visite il consacre le monastère de Saint-Front à Périgueux.